# Müßiggengelzunfthaus

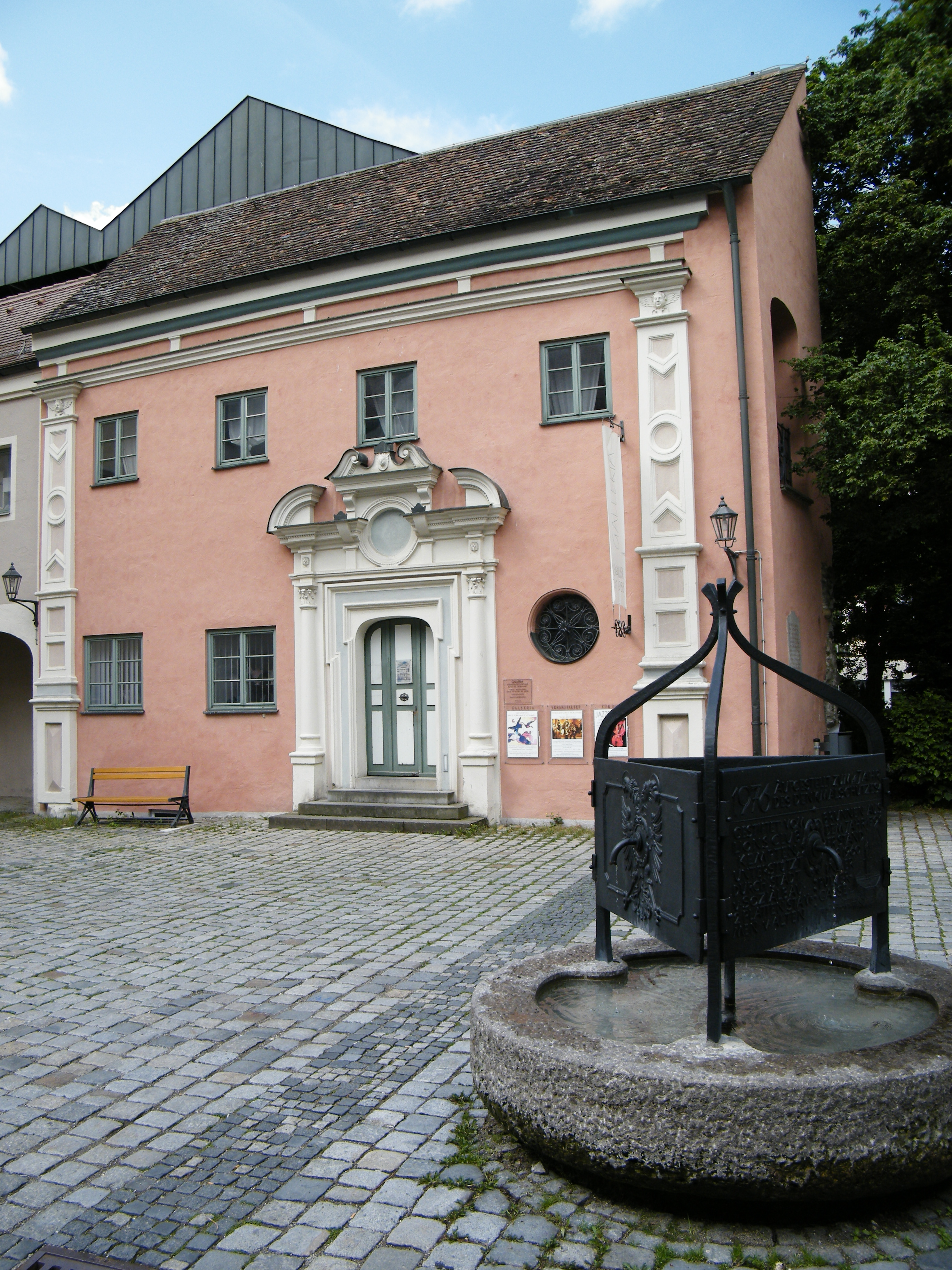
Das Müßiggengelzunfthaus in Kempten

Das denkmalgeschützte Müßiggengelzunfthaus (auch Zum Straußen sowie Müßiggängelzunfthaus) mit der Anschrift Sigmund-Ullmann-Platz 1 ist ein ehemaliges Versammlungshaus der 1419 gegründeten Straußengesellschaft, einer Patriziergesellschaft wohlhabender Einwohner der Reichsstadt Kempten.
Das zweigeschossige Gebäude hat eine von Kolossalpilastern gerahmte rosa Renaissancefassade aus dem Jahr 1600 und ein von Halbsäulen flankiertes Portal. Darüber befinden sich mit Löwenköpfen besetztes Gebälk und Volutengiebel mit einem Tierkopf zwischen zwei Segmentgiebelstücken.
Während der Altstadtsanierung Kemptens, eines Pilotprojekts der Bundesrepublik in den späten 1950er Jahren, plante man den Abriss des Müßiggengelzunfthauses, den Denkmalschützer und andere Organisationen verhinderten.  Nach dem Abbruch aller Nachbargebäude stand das Gebäude längere Zeit in der Mitte eines großen Parkplatzes, bis es in die Neubebauung entlang der Vogtstraße integriert wurde.

## Namen
Das Gebäude diente ursprünglich der „Zunft“ Zum Straußen als Versammlungslokal. Um Mitglied in dieser „Zunft“ zu sein, war die Voraussetzung, ein Vermögen zu verwalten und als Privatier keiner Erwerbstätigkeit nachzugehen. Die Zunftmitglieder wurden daher im Volksmund die „Müßiggänger“ genannt. Später haben die Mitglieder der Zunft diesen Namen als ironisierendes Element selbst verwendet. Im Laufe der Jahre ging diese Bezeichnung auf das Gebäude über.